# Theta Leonis
Désignations
Theta Leonis (θ Leo / θ Leonis, Thêta Leonis), également nommée Chertan, est une étoile de la constellation du Lion. Sa magnitude apparente est de +3,34. Elle est située à environ 165 années-lumière de la Terre. Elle s'éloigne du Système solaire à une vitesse radiale de +7,5 km/s.

## Nomenclature
θ Leonis, latinisé en Theta Leonis, est la désignation de Bayer de l'étoile. Elle porte également la désignation de Flamsteed de 70 Leonis.
Elle porte les noms traditionnels suivants :
- Chertan est le nom aujourd'hui approuvé par l'Union astronomique internationale (UAI)[10]. Ce nom vient de l’arabe الخراتان al-Ḫarātān, d’origine inconnue, qui un des noms de la XIe des manāzil al-qamar ou « stations lunaires », formée par δ et θ Leo dans le cadre du ciel arabe traditionnel[11]. Le nom est d’abord introduit avec les listes latines de l’an mil, notamment sous la forme Alcoratein. Il devient ensuite nom d'une étoile individuelle sous la forme Chertan avec Jack W. Rhoads (1971) à partir de la transcription AlCheratân donnée par Thomas Hyde (1665) dans sa traduction du سلطانی Zīğ-i Sulṭānī ou « Tables sultaniennes » d’Uluġ Bēg (1437) du traité d’Uluġ Bēg (1437)[12], et spécialisé sur δ Leo[13].

- Chort : ce terme, introduit par Benjamin E. Smith (en) (1898)[14], a suivi le même chemin que le précédent depuis l’arabe. Donné pour le nom individuel de chaque étoile du couple δ et θ Leo, c’est l’arabe الخرت al-Ḫurt, littéralement « la Perforation, le Trou [fait par une aiguille] », mais ce terme n’est pas le singulier de الخراتان al-Ḫarātān, qui est الخراه al-Ḫarāt[15].

- Coxa, littéralement « la Hanche » en latin, appellation donnée à la Renaissance à partir d’une traduction de textes arabes pour « hanche »[16].

## Propriétés
Theta Leonis est classée comme une étoile blanche sous-géante de type spectral A2IV par Gray et Garrison (1987). Les auteurs remarquent que l'étoile présente une raie K du calcium légèrement variable, et que sa couleur est particulièrement bleue pour son type spectral. Des classifications plus anciennes la classent comme une étoile blanche de la séquence principale, par exemple de type A2V. Des modèles d'évolution stellaire semblent indiquer qu'elle arrive à la fin de sa vie sur la séquence principale. Il s'agit également d'une étoile Am à raies d'absorption étroites dont les particularités chimiques sont modérées,.
L'étoile est estimée être 2,93 fois plus massive que le Soleil et elle tourne sur elle-même à une vitesse de rotation projetée de 23 km/s. Elle est 121 fois plus lumineuse que le Soleil et sa température de surface est de 9 290 K. C'est une variable suspectée dont la magnitude apparente semble varier entre 3,29 et 3,40. L'analyse de la courbe de lumière obtenue à partir des données du satellite TESS n'a pas permis de détecter de périodicité dans ces variations.